# Nation Towers
Les Nation Towers sont deux gratte-ciel d'Abou Dabi aux Émirats arabes unis. La Nation Towers Residential Lofts s'élève à 268 mètres et compte 64 étages tandis que le St. Regis Luxury Hotel culmine à 233 mètres et possède 51 étages. Les deux immeubles sont reliés par une passerelle et ont respectivement été achevés en 2012 et en 2013. Comme leur nom l'indique, la plus haute est résidentielle tandis que la seconde abrite un hôtel, ainsi que des bureaux.

## Liens Externes
Les deux tours sur CTBUH